# Délfenyő
A délfenyő vagy araukária (Araucaria) a tűlevelűek (Pinopsida) osztályának fenyőalakúak (Pinales) rendjébe, ezen belül az araukáriafélék (Araucariaceae) családjába tartozó nemzetség. Nevét a chilei Arauco tartományról kapta.

## Származása, elterjedése
A 19 ma is élő délfenyő faj legtöbbje a Csendes-óceán délnyugati térségéből származik, csupán 2 honos Dél-Amerika déli részén:
- Új-Kaledónia: 8 faj;
- Chile, Argentína, Brazília: 2 faj;
- Ausztrália: 3 faj;
- Új-Guinea: 4 faj;
- a többi elszórtan a Csendes-óceán szigetein (URÁNIA).

## Megjelenése, felépítése
Valamennyi faja örökzöld; a legtöbb kétlaki. Nemi dimorfizmusa erőteljes: a nőivarú példányok lényegesen nagyobbak a porzósaknál. Sudár törzse nem ágazik el, ágai örvökben nőnek; a fiatal példányoké már közvetlenül a talajszint fölött is. Néhány faj élete végéig ilyen marad, a legtöbb azonban korosodva ledobja alsó ágait (jelentősen javítva ezzel a faanyag minőségét).
Kétféle levele nő: a fiatal ágakon tűlevelek, a törzsön és az idősebb ágakon pikkelylevelek. A bőrszerű, nagyon kemény pikkelylevelek szúrós csúcsban végződnek és spirálisan nőnek.
Nagy, többnyire 7–20 cm (kivételesen akár 35 cm) hosszú, tojásdad vagy gömbölyded tobozaiban a magok is nagyok: 1,5–5 cm-esek, azaz sokkal nagyobbak, mint akár a cédrusok, akár a fenyők magvai (Čeman).

## Életmódja, termőhelye
Tűlevelei mintegy 10–15 évig maradnak az ágakon, majd elszáradnak, lehullnak (Čeman), és fokozatosan átadják helyüket a pikkelyleveleknek. Beérett tobozai szétesnek.
Mérsékelten fagyérzékeny; Közép-Európában csak védett helyekre ültethető. Akár 2000 évig is elélhet.
Pollenszemcséin nem fejlődik ki a légzsák. A pollenszemek nem közvetlenül jutnak a mikropilére, hanem a fedőpikkelyre hullanak, és ott elágazó pollentömlővé fejlődnek.

## Felhasználása
Sárgásfehér fája kiváló épület- és bútorfa. Komolyabb faipari jelentősége öt fajának van, köztük a két dél-amerikainak (Urania). Lisztes, sok olajat és fehérjét tartalmazó magja ehető.
Díszfának leggyakrabban a norfolk-szigeti araukáriát (Araucaria heterophylla) ültetik; éppen ezért ezt a fát időnként „szobafenyőnek” is nevezik.
Gyantája mintegy 7% illóolajat tartalmaz, amit a kozmetikai iparban és a gyógyászatban használnak fel (Čeman).

## Rendszerezése
A nemzetségbe az alábbi 19 élő faj és 8 fosszilis faj tartozik. Ezeket négy recens és két kihalt fajsorba osztják be:
- Araucaria fajsor két recens fajjal:
  - keskeny levelű araukária (brazíliai araukária, Araucaria angustifolia) (Bertol.) Kuntze, Revis. Gen. Pl. 3(2): 375 (1898)
  - chilei araukária (andesi araukária, chilefenyő, Araucaria araucana) (Molina) K.Koch, Dendrologie 2(2): 206 (1873) - típusfaj

- Bunya fajsor egy recens és négy kihalt fajjal:
  - ausztráliai araukária (Araucaria bidwillii) Hook., London J. Bot. 2: 503 (1843)
  - †Araucaria bindrabunensis
  - †Araucaria brownii
  - †Araucaria mirabilis
  - †Araucaria sphaerocarpa

- Eutacta fajsor 15 recens fajjal:
  - Araucaria bernieri J.Buchholz, Bull. Mus. Natl. Hist. Nat., II, 21: 280 (1949)
  - Araucaria biramulata J.Buchholz, Bull. Mus. Natl. Hist. Nat., II, 21: 279 (1949)
  - oszlopos araukária (Araucaria columnaris) (G.Forst.) Hook., Bot. Mag. 78: t. 4635 (1852)
  - Araucaria cunninghamii Mudie, Pict. Australia: 133 (1829)
  - norfolk-szigeti araukária (szobafenyő, Araucaria heterophylla) (Salisb.) Franco, Anais Inst. Super. Agron. 19: 11 (1952)
  - Araucaria humboldtensis J.Buchholz, Bull. Mus. Natl. Hist. Nat., II, 21: 279 (1949)
  - Araucaria laubenfelsii Corbasson, Adansonia, n.s., 8: 467 (1968)
  - Araucaria luxurians (Brongn. & Gris) de Laub. in H.M.Gaussen, Gymnosp. Act. & Foss. 11(14): 40 (1970)
  - Araucaria montana Brongn. & Gris, Ann. Sci. Nat., Bot., V, 13: 358 (1871)
  - Araucaria muelleri (Carrière) Brongn. & Gris, Ann. Sci. Nat., Bot., V, 13: 362 (1871)
  - Araucaria nemorosa de Laub., Trav. Lab. Forest. Toulouse 8(5): 1 (1969)
  - Araucaria rulei F.Muell., Rep. Burdekin Exped.: 198 (1860)
  - Araucaria schmidii de Laub., Trav. Lab. Forest. Toulouse 8(5): 1 (1969)
  - Araucaria scopulorum de Laub., Trav. Lab. Forest. Toulouse 8(5): 1 (1969)
  - Araucaria subulata Vieill., Ann. Sci. Nat., Bot., IV, 16: 55 (1861)

- Intermedia fajsor egy recens és egy kihalt fajjal:
  - Araucaria hunsteinii K.Schum. in K.M.Schumann & U.M.Hollrung, Fl. Kais. Wilh. Land: 11 (1889)
  - †Araucaria haastii

- †Perpendicula fajsor egy fajjal:
  - †Araucaria desmondii

- †Yezonia fajsor egy fajjal:
  - †Araucaria vulgaris

- fajsorba nem sorolt, kihalt faj: †Araucaria taieriensis